# Elunda
Elunda  (en griego: Ελούντα, en AFI: [e'lunda], normalmente transcrito Elounda) es un pueblo de la costa norte de la isla griega de Creta. 
Forma parte del municipio de Ágios Nikolaos y de la unidad periférica de Lasithi. Próxima a Elunda se halla la isla de Spinalonga, donde hay restos de un castillo veneciano y después una leprosería.
El asentamiento más antiguo de Elunda fue la antigua polis de Olunte, en constante guerra con la ciudad-estado de Lato. La mayor parte de la antigua ciudad fue sumergida por el mar al final de Antigüedad, y hay restos submarinos visibles bajo las aguas de la bahía de Elunda.
La ciudad tiene una economía basada en la agricultura, turismo, pesca, comercio de la sal y la extracción de esmeril. En el último censo llevado a cabo fueron registrados más de 2200 habitantes en Elunda. 
La carretera que conecta Elunda con Agios Nikolaos tiene aproximadamente 12 kilómetros, pasando por la cima de una montaña local, y desde la parte superior se puede ver la dimensión entera de la bahía de Mirabello. Es famosa por sus balnearios y personalidades como el ex primer ministro Andreas Papandreou y la familia real de Arabia Saudita a menudo la visitan; en 1984 el presidente de Francia, François Mitterrand, y el dictador libio Muammar al-Gaddafi se reunieron en un lujoso resort de Elunda para discutir sobre la resolución de conflictos en Chad.
El pequeño pueblo de pescadores de Placa está a 5 km de Elunda. Es la ciudad más cercana a la antigua leprosería de Spinalonga (en griego: Σπιναλόγκα), situada en la isla llamada Calidón (en griego: Καλυδών). Spinalonga es notable por haber sido una leprosería entre 1903 y 1957.

## Historia
Elunda está habitada desde la época minoica, sin embargo, se convirtió en un lugar notable con el advenimiento de la polis de Olunte. A lo largo de su historia ha mantenido constantes disputas territoriales con la vecina ciudad de Lato, sin embargo, en algún momento ambas polis llegaron a un acuerdo de paz definitivo. La economía de Olunte aparentemente se basó en el comercio marítimo, la trituración de conchas para la producción de tintes y en la minería. Se acuñaron monedas con la efigie de Dédalo, Zeus y Britomartis en los anversos, y delfines y estrellas figuraban en los reversos. En la actualidad Olunte está sumergida, el hecho que lo ocasionó fue posiblemente un corrimiento de tierras o causado por el terremoto que asoló el mar Egeo en el año 780, que provocó la destrucción de la ciudad que fue abandonada por sus habitantes que emigraron a aldeas del interior.

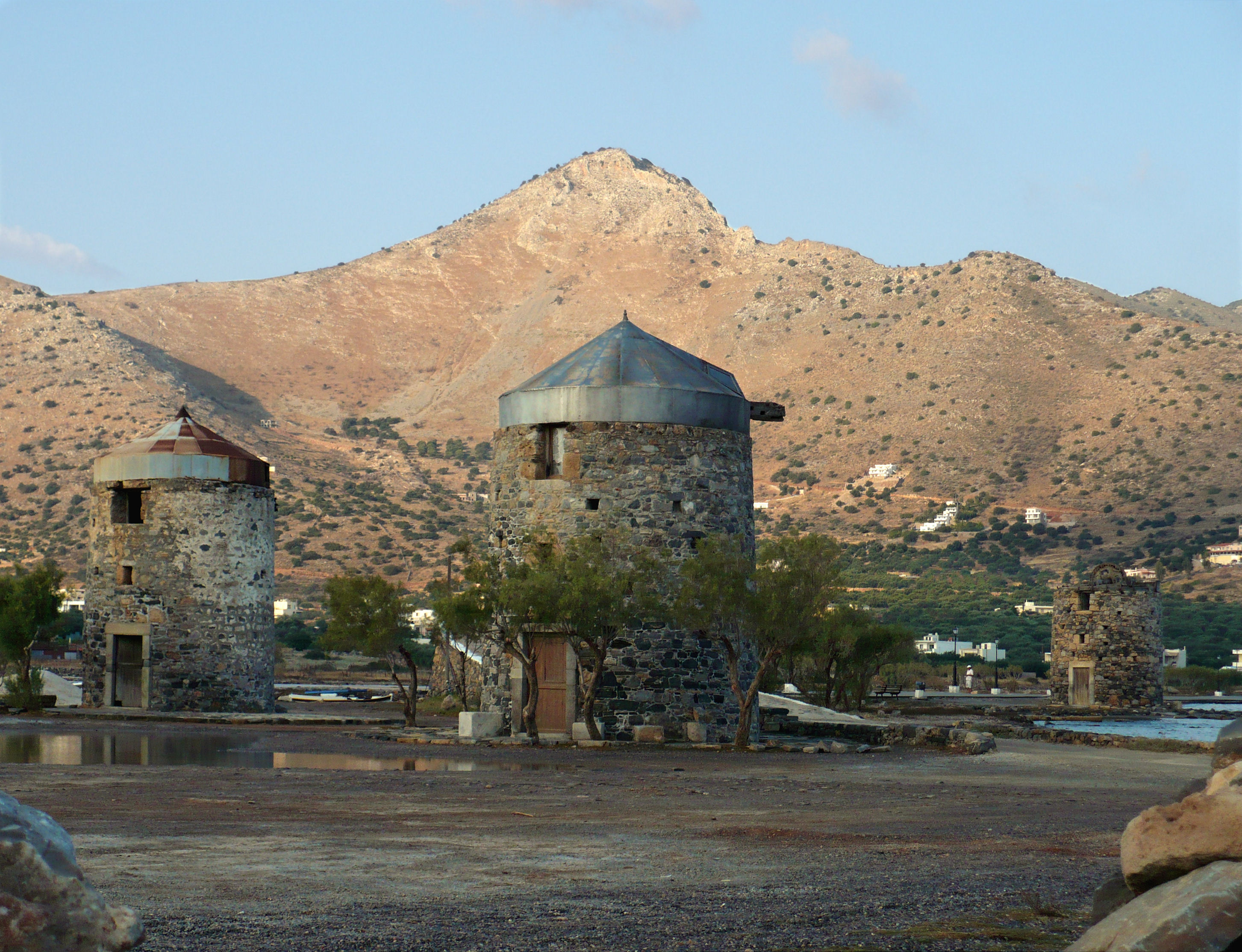
Bastiones de la fortaleza veneciana.

Durante los períodos romano y bizantino, la ciudad floreció como lo evidencian los dos descubrimientos alrededor de las catedrales; una de ellas fue construida en el siglo XVII y se caracteriza por típicos mosaicos bizantinos. Además, aparece citada, bajo la forma Ἄλλυγγος, en la lista de 22 ciudades de Creta del geógrafo bizantino del siglo VI Hierocles. Durante el siglo VII la ciudad sufrió la repentina aparición de los corsarios árabes en el Mediterráneo.
Durante el período veneciano la ciudad prosperó, tras haber sido reconstruida y mejorada, especialmente su puerto, por el lucrativo comercio de la sal de la región. En 1579 los venecianos construyeron una poderosa fortaleza en la isla de Calidón, sobre las ruinas de una antigua acrópolis, para proteger el puerto de Elunda de ataques piratas y los otomanos que se infiltraban en la región. Aunque la isla cayó en 1669 bajo poder de los otomanos, los venecianos conservaron el control sobre la fortaleza de Calidón hasta 1715.
Después de la dominación turca y la unificación de Grecia en 1913, el pueblo de Elunda volvió a crecer alcanzando, en 1928, 1500 habitantes. Durante la Segunda Guerra Mundial, los alemanes fortificaron la ciudad para evitar que los aliados desembarcaran en ella.